# Sada Vidoo
Nicole Stokholm Pedersen (Copenhague, 30 de junho de 1977), conhecida profissionalmente com nome artístico de Sada Vidoo, é uma cantora e compositora Dinamarquesa. Ela ficou conhecida por participar da 13ª temporada do The X Factor UK e do Dansk Melodi Grand Prix 2017.

## Vida e carreira

### Primeiros anos e início da carreira
Nicole Stokholm Pedersen nasceu em 30 de junho de 1977 em Copenhaga, na Dinamarca com sua mãe dinamarquesa e seu pai que era Palestino, ele deixou a família de Sada quando ela era jovem. Sada foi vítima de bullying na escola e ela começou a escrever e gravar músicas como uma forma de escapar. Como resultado Sada prosseguido uma carreira musical.
Em seu nome dado a Nicole, ela assinou um contrato de gravação com a Virgin Records Dinamarca no final da década de 1990 e ganhou destaque por cantar para o DJ Aligator no single "Lollipop". A canção atingiu o top 10 na Noruega e na Suécia, e foi o sexto single mais vendido em 2000 na Dinamarca. Seu single de estréia, "Hide Away", foi lançado em 2001, e uma série de singles através da Virgin Records seguiu até o rótulo dela caiu porque a cantora não era "bonita o suficiente para a câmera." Desde então, Sada focado na composição de músicas. Seu primeiro hit de sucesso "Ten Miles", foi lançado pela banda dinamarquesa Infernal em 2006. A canção atingiu o número dois na Polish Airplay Chart e recebeu a certificação de Platina na Dinamarca. Entre 2002 e 2007, o artista fez uma tour com o vocalista do Snap! na Europa. Em 2008, ela se tornou finalista em talent show Dinamarquês ''Elsk mig i nat do'' do Kanal 5. Como Nicole Stokholm, a cantora fez parte do grupo The Stockholm Promise, que foi lançou em 2010 pela Charity Single "United" com o rapper dinamarquês M. I. L. O.— ex-ISAF 9 soldado, em honra do Danish soldiers who died in Afghanistan. Também em 2010, a artista adotou o nome artístico de Miss Nicole e lançou uma música com o rapper dinamarquês Sami Krid em dinamarquês "Kostbar", que tinha o vídeo de uma música lançada em 2011.

### 2012–presente:A Story with No End,The X FactoreDansk Melodi Grand Prix
Em 2012, Sada mudou-se para Londres, onde começou a trabalhar com os músicos Britânicos Russ e Chris Ballard. Ela adotou o estilo "boneca viva" para a personagem de Sada Vidoo, e lançou seu álbum de estréia A Story with No End em 11 de agosto de 2014, através da Target Records. O álbum inclui três singles—"The Actress", "China Doll" e um cover de "Love Is a Battlefield" da Pat Benatar—e recebeu positivos reviews. A cantora fez uma performance em 2014 na Copenhagen Pride também em agosto do mesmo ano. Com "Love Is a Battlefield", Sada fez o teste para a décima terceira temporada do The X Factor Britânico em 2016. Depois de cantar "Hold On" no bootcamp e "Numb" durante os Seis-Presidente Desafio, ela foi eliminada no processo de ir para a Casa dos Juízes com o mentor Sharon Osbourne , na "25" da categoria. Sada estava entre os auditionees que voltou para o palco do X Factor e cantou "Nothing's Gonna Stop Us Now" no final.
Sada concorreu para representar a Dinamarca no Festival Eurovisão da Canção 2017 através final nacional Dansk Melodi Grand Prix com a sua entrada "Northern Lights", que não avançou para a super final na seleção realizada em 25 de fevereiro de 2017. "Northern Lights" foi lançado internacionalmente três dias depois. Em 1 de Março de 2017, no canal dinamarquês DR começou a transmissão 4 episódios da série-documentário Sada Vidoo narrando a vida e carreira de Sada.

## Discografia

### Álbuns de estúdio
| Título              | Detalhes do álbum                                                                        |
| ------------------- | ---------------------------------------------------------------------------------------- |
| A Story with No End | - Lançamento: 11 de agosto de 2014 (DEN) - Gravadora: Target - Formato: Digital download |

### Extended plays
| Título          | Detalhes do álbum                                                                      |
| --------------- | -------------------------------------------------------------------------------------- |
| A Beautiful Lie | - Lançamento: 8 De Setembro de 2017 - Gravadora: AGP Music - Formato: Digital download |